# Hemeroblemma includens
Hemeroblemma includens là một loài bướm đêm trong họ Erebidae.